# Дзеканув-Польський
Дзеканув-Польський (пол. Dziekanów Polski) — село в Польщі, у гміні Ломянки Варшавського-Західного повіту Мазовецького воєводства.
Населення — 963 особи (2011).
У 1975-1998 роках село належало до Варшавського воєводства.

## Демографія
Демографічна структура станом на 31 березня 2011 року:
|          | Загалом | Допрацездатний вік | Працездатний вік | Постпрацездатний вік |
| -------- | ------- | ------------------ | ---------------- | -------------------- |
| Чоловіки | 480     | 115                | 326              | 39                   |
| Жінки    | 483     | 114                | 282              | 87                   |
| Разом    | 963     | 229                | 608              | 126                  |